# 共栄学園中学高等学校
共栄学園中学高等学校（きょうえいがくえんちゅうがくこうとうがっこう）は、東京都葛飾区お花茶屋に二丁目に所在し、中高一貫教育を提供する私立中学校・高等学校。
高等学校においては、中学校から入学した内部進学の生徒と高等学校から入学した外部進学の生徒を混合してクラスを編成する中高一貫校。学校法人共栄学園によって運営されている。

## 学科・コース
- 中学校
- 高等学校
  - 全日制課程　普通科（特進選抜、特進、進学コース）

## 沿革
- 1933年 - 岡野弘・さく夫妻が南葛飾郡本田町立石に本田裁縫女塾を開設
- 1939年 - 本田裁縫女子学校として認可
- 1942年 - お花茶屋の現校地に移転し共栄女子商業学校を開校、財団法人設立
- 1946年 - 共栄高等女学校を開校
- 1947年 - 学制改革に伴い共栄学園中学校を設置、翌年には高等学校も設置（女子校）
- 2001年 - 中学を男女共学化、2003年には高等学校も共学に
- 2004年 - 新校舎完成

## 交通
- 最寄り駅は京成線お花茶屋駅より徒歩4分（経路案内）。
- 京成タウンバス 綾02・有57 「共栄学園」下車[2]

## 部活動
- 女子バレー部は春の高校バレーの強豪校であり、1995年・2005年と優勝し、高校総体も1994年・2005年と優勝した。

- 野球部は2023年夏（第105回）に甲子園大会に初出場[3]。

## 制服
- 冬服 - ブレザーまたはセーラー服、ポロシャツ
- 夏服 - ニットベストまたはセーラー服
  - セーラー服は原則中学のみ

## 著名な教職員
- 太田豊彦（バレーボール部監督）

## 著名な出身者
- 早川久美子（政治家）
- 間下このみ（女優）
- 櫛山晃美（女優）
- 久松志保（テニス)
- 村上愛梨（ラグビー選手、バスケットボール選手）

### バレーボール
- 会田きよ子
- 熊倉由美
- 浦田聖子
- 吉澤智恵
- 草野歩
- 戸崎琴美
- 千葉智枝美
- 森谷史佳
- 堀川真理
- 鈴木千代
- 渡邉和香里
- 花井萌里
- 荒谷栞
- 小山愛実
- 堤亜里菜
- 村上愛梨
- 菊地実結

高等部のみ
- 滑川玉江
- 益子直美
- 大貫美奈子
- 金子美里
- 佐川奈美
- 付欣田

中等部のみ
- 及川真夢

## 系列校
- 共栄大学
- 春日部共栄中学高等学校
- 共栄幼稚園